# Heart of Eyes
Heart of Eyes è l'undicesimo album in studio della cantante giapponese Takako Ohta, pubblicato il 21 luglio 1990 solo in CD.

## Tracce
1. 'Kimi wa tenshi janai' (君は天使じゃない?) (testo: Shinaro Hirai – musica: Hideya Nakazaki)
2. Makenaide ~ God Bless You ~'' (負けないで ～God Bless You～?) (testo: Sho Shikawa – musica: Yuji Otaguro)
3. The Wonderlust (testo: Shinaro Hirai – musica: Ichiro Haneda)
4. Open your eyes (Takako Ohta)
5. 8 Tsuki no asa no monorōgu (８月の朝のモノローグ?) (testo: Shinaro Hirai – musica: Masaya Ozeki)
6. Dejabu ni dengon (デジャブに伝言?) (testo: Sho Shikawa – musica: Hitoshi Haba)
7. Aogachiru (青が散る?) (testo: Sho Shikawa – musica: Saya Yumishima)
8. Sutāryī sutāryī naito ～Starry Starry Night～ (スターリィー・スターリィー・ナイト～Starry Starry Night～?)} (testo: Shinaro Hirai – musica: Masato Ishida)
9. Garasu no shabontama (ガラスのシャボン玉?) (testo: Sho Shikawa – musica: Junko Yagami e John Stanley)
10. Ibiza (testo: Sho Shikawa – musica: Mikiya Takano)

## Singoli
| Data           | Traccia principale          |
| -------------- | --------------------------- |
| 21 luglio 1990 | Makenaide ～God Bless You～ |